# Зафарабад
Зафарабад (на таджикски: Зафаробод) е град в Таджикистан, административен център на Зафарабадски район, Согдийска област. Населението на града през 2016 година е 17 900 души (по приблизителна оценка).

## Население
| Година | Население |
| ------ | --------- |
| 1989   | 11 191    |
| 2007   | 14 900    |
| 2010   | 14 800    |
| 2016   | 17 900    |